# Józef Karol Lasocki
Józef Karol Lasocki (ur. 4 listopada 1907 w Olejowie, zm. 19 sierpnia 1996 w Łodzi) – polski dyrygent, kompozytor, pedagog i organizator życia muzycznego.

## Życiorys
W latach 1929–1935 studiował na Wydziale Pedagogicznym i Teoretycznym w Państwowym Konserwatorium Muzycznym w Warszawie, m.in. u Kazimierza Sikorskiego. W latach 1935–1939 pracował jako nauczyciel w Szkole Muzycznej i Instytucie Muzycznym w Łucku. Działał także jako dyrygent zespołów amatorskich - chórów i orkiestr: w latach 1926–1929 Towarzystwa Teatrów i Chórów Ludowych w Międzyrzeczu, w latach 1930–1931 Związku Nauczycielstwa Polskiego w Równem, w latach 1931–1939 Państwowego Gimnazjum i Liceum w Łucku, a od 1935 do 1939 Łuckiego Towarzystwa Muzycznego.
W czasie II wojny światowej, w latach 1940–1943 odbył tajne kursy w zakresie dyrygentury u prof. Waleriana Bierdiajewa w Warszawie.
W 1945 pracował w Ministerstwie Kultury i Sztuki, po czym zamieszkał w Łodzi, gdzie w Wojewódzkim Wydziale Kultury zajmował kierownicze stanowiska do 1949. W 1945 współorganizował Ludowy Instytut Muzyczny w Łodzi, którego orkiestrę symfoniczną prowadził w latach 1946–1948, w latach 1945–1978 był także jego dyrektorem artystycznym, a od 1974 do 1983 prezesem. Na przełomie lat 40. i 50. piastował stanowiska dyrektora Szkoły Umuzykalniającej Ludowego Instytutu Muzycznego, a następnie Państwowej Średniej Szkoły Muzycznej nr 2 w Łodzi. Od 1949 do 1953 wykładał w Państwowej Wyższej Szkole Muzycznej w Łodzi. W latach 1953–1964 był wykładowcą w Państwowej Wyższej Szkole Muzycznej we Wrocławiu, gdzie w latach 1953–1957 pełnił równocześnie funkcję rektora, w latach 1957–1964 dziekana Wydziału Pedagogicznego, a od 1961 kierował także Katedrą Problematyki Wychowania Muzycznego. Równolegle do pracy dydaktycznej, prowadził szeroką działalność organizatorską - m.in. jako kierownik artystyczny i dyrektor Wrocławskiej Orkiestry Symfonicznej (1954–1957). Od 1964 do 1983 był ponownie pedagogiem Państwowej Wyższej Szkoły Muzycznej w Łodzi, gdzie pełnił kolejno funkcje: w latach 1964–1969 prodziekana, w latach 1969–1972 dziekana, a w latach 1972–1975 kierownika Katedry Wychowania Muzycznego. W 1973 otrzymał tytuł profesora.
Przez wiele lat był związany z Łódzkim Towarzystwem Muzycznym im. Karola Szymanowskiego, w tym od 1974 do 1983 jako prezes, oraz ze Związkiem Polskich Zespołów Śpiewaczych i Instrumentalnych w Warszawie, w tym, w latach 1949–1959, jako jego dyrektor artystyczny.
Był autorem podręczników muzycznych: Podstawowe wiadomości z nauki o muzyce (1950), Mały solfeż (1951), Solfeż, t. 1–3 (1949–52), zbiorów pieśni, kompozycji chóralnych.
Ojciec Zbigniewa - pianisty i Romana - skrzypka (ur. 17 stycznia 1948 w Łodzi). 

## Ordery i odznaczenia
- Krzyż Oficerski Orderu Odrodzenia Polski (1970)
- Złoty Krzyż Zasługi (1955)
- Srebrny Krzyż Zasługi (22 lipca 1952)[2]
- Medal 10-lecia Polski Ludowej (22 lipca 1955)[3]

## Nagrody
- Nagroda Ministra Kultury i Sztuki II stopnia (1969)
- Nagroda Ministra Kultury i Sztuki I stopnia (1976)[4][5]